# Alexandru Buziuc
Alexandru Buziuc (sinh ngày 15 tháng 3 năm 1994) là một cầu thủ bóng đá người România thi đấu cho Gaz Metan Mediaș. Anh ra mắt tại Liga I ngày 4 tháng 5 năm 2013 trong trận đấu trước U Cluj.

## Thống kê
| Câu lạc bộ          | Mùa giải            | Giải vô địch | Giải vô địch | Cúp     | Cúp       | Châu Âu | Châu Âu   | Tổng cộng | Tổng cộng | Tổng cộng |
| Câu lạc bộ          | Mùa giải            | Số trận      | Bàn thắng    | Số trận | Bàn thắng | Số trận | Bàn thắng | Số trận   | Bàn thắng |           |
| ------------------- | ------------------- | ------------ | ------------ | ------- | --------- | ------- | --------- | --------- | --------- | --------- |
| Sporting Suceava    | 2011–12             | 28           | 12           | 0       | 0         | 0       | 0         | 28        | 12        |           |
| Sporting Suceava    | 2012–13             | 11           | 6            | 2       | 1         | 0       | 0         | 13        | 7         |           |
| Tổng cộng           | Tổng cộng           | 39           | 18           | 2       | 1         | 0       | 0         | 41        | 19        |           |
| Vaslui              | 2012–13             | 2            | 0            | 0       | 0         | 0       | 0         | 2         | 0         |           |
| Vaslui              | 2013–14             | 10           | 0            | 1       | 0         | 0       | 0         | 11        | 0         |           |
| Tổng cộng           | Tổng cộng           | 12           | 0            | 1       | 0         | 0       | 0         | 13        | 0         |           |
| Tổng cộng sự nghiệp | Tổng cộng sự nghiệp | 51           | 18           | 3       | 1         | 0       | 0         | 54        | 19        |           |

Thống kê chính xác đến trận đấu diễn ra ngày 3 tháng 5, 2014